# Лоури, Лоис
Лоис Лоури (англ. Lois Lowry; род. 20 марта 1937) — американская писательница, автор более тридцати детских книг, дважды лауреат медали Джона Ньюбери (1990, 1994). В 2016 году вышла в финал премии имени Ханса Кристиана Андерсена.

## Биография
Лоис Лоури родилась 20 марта 1937 года в Гонолулу (Гавайи), у Роберта и Кэтрин (Лэндис) Хаммерсберг. Сначала родители называли её Сина в честь бабушки, рождённой в Норвегии, но когда бабушка узнала про это, она телеграфировала, что ребёнок должен иметь американское имя. Её родители выбрали имена Лоис и Энн, в честь сестер отца.
В семье было трое детей, Лоис была средней. У неё была старшая сестра Хелен, и младший брат Джон. Хелен, старше Лоис на три года, умерла в 1962 году в возрасте 28 лет. Этот опыт повлиял на Лоис и она написала свою первую книгу — «A Summer to Die» — книга о молодой девушке, которая трагически теряет свою старшую сестру. Брат Лоис Джон, младше её на 6 лет, стал доктором. Они продолжают находиться в близких отношениях.
Отец Лоис был военным врачом — дантистом. Благодаря его работе семья часто переезжала и объездила все Соединённые Штаты и мир.
В 1954 году Лоис поступила в Университет Брауна. Она посещала его 2 года, пока не вышла замуж в 19 лет за Дональда Лоури, офицера армии США, в 1956 году. У них родилось четверо детей: дочери Алекс и Кристин, и сыновья Грей и Бенджамин.
Лоури часто переезжали. Они жили в Калифорнии, Коннектикуте (где родилась Алекс), Флориде, где родился Грей, Южной Калифорнии, Кембридже (Массачусетс), где родились Кристин и Бенджамин. Семья осела в Кембридже после того, как Дональд оставил службу в армии, чтобы поступить в Гарвардскую юридическую школу. После того, как Дональд окончил школу, семья переехала в Портленд (Мэн).
Когда дети достаточно подросли, Лоури нашла время, чтобы закончить своё обучение английской литературе в Университете Южного Мэна в Портленде в 1972 году.

### Серии
Дающий
- Дающий / The Giver (1993), в 2014 году режиссёром Филиппом Нойсом по роману был снят фильм «Посвящённый».
- В Поисках Синего / Gathering Blue (2000)
- Вестник / Messenger (2004)
- Сын / Son (2012)

Анастасия / Anastasia
- Анастасия Крупник / Anastasia Krupnik (1979)
- Anastasia Again! (1981)
- Anastasia at Your Service (1982)
- Anastasia, Ask Your Analyst (1984)
- Anastasia on Her Own (1985)
- Anastasia Has the Answers (1986)
- Anastasia’s Chosen Career (1987)
- Anastasia at This Address (1991)
- Anastasia Absolutely (1995)

Сэм Крупник / Sam Krupnik
- Всё о Сэме / All About Sam (1988)
- Молодец, Сэм! / Attaboy Sam! (1992)
- Увидимся, Сэм! / See You Around, Sam! (1996)
- Zooman Sam (1999)

Tate Family
- The One Hundredth Thing About Caroline (1983)
- Switcharound (1985)
- Your Move, J.P.! (1990)

Gooney Bird
- Gooney Bird Greene (2002)
- Gooney Bird and the Room Mother (2006)
- Gooney the Fabulous (2007)
- Gooney Bird Is So Absurd (2009)
- Gooney Bird on the Map (2011)

Автобиография
- Оглядываясь назад / Looking Back (1998)

Другие книги
- A Summer to Die (1977)
- Here in Kennebunkport (1978)
- Find a Stranger, Say Goodbye (1978)
- Autumn Street (1980)
- Taking Care of Terrific (1983)
- Us and Uncle Fraud (1984)
- Rabble Starkey (1987)
- Number the Stars (1989)
- Stay! Keeper’s Story (1997)
- The Silent Boy (2003)
- Gossamer (2006)
- The Willoughbys (2008), весной 2020 года в прокат выходит американо-канадский анимационный фильм, снятый Крисом Перном и Кори Эвансом. Фильм озвучивали Рики Джервейс, Майя Рудольф, Уилл Форте, Мартин Шорт и другие[4][5].
- Crow Call (2009)
- The Birthday Ball (2010)
- Bless This Mouse (2011)
- Like the Willow Tree (2011)

Киносценарии
- Taking Care of Terrific (Телефильм) (1987)
- Посвящённый / The Giver (2014)

## Интересные факты
- Книга Лоури The Willoughbys может быть замечена как одна из книг Мёрф в сцене из тессеракта в фильме «Интерстеллар» Кристофера Нолана.